# Aponeurosis palmar
 La aponeurosis palmar (fascia palmar) es la aponeurosis que reviste los músculos de la palma de la mano, y está dividida en las porciones central, lateral y medial.

## Estructura
La porción central ocupa el centro de la palma, es de forma triangular y de gran resistencia y grosor. 
Su ápice es continuo con el margen inferior del ligamento transverso del carpo y recibe el tendón expandido del palmar largo. 
Su base se divide abajo en cuatro fundas, una para cada dedo. Cada funda proporciona fibras superficiales a la piel de la palma y del dedo, las de la palma que se unen a la piel en el surco correspondiente a las articulaciones metacarpofalángicas, y las de los dedos que pasan a la piel en el pliegue transversal de las bases de los dedos 
La parte más profunda de cada funda se subdivide en dos apéndices, que se insertan en las vainas fibrosas de los tendones flexores. Desde los lados de estos apéndices, las fundas se unen al ligamento metacarpiano transversal. 
Mediante esta disposición, se forman canales cortos en la parte frontal de las cabezas de los huesos metacarpianos; a través de estos pasan los tendones flexores. Los espacios entre las cuatro fundas transmiten los vasos y nervios digitales, y los tendones de los lumbricales. 
En los puntos de división en las fundas mencionadas, numerosos fascículos transversales fuertes unen los apéndices separados. 
La parte central de la aponeurosis palmar está íntimamente unida al tegumento por tejido fibroareolar denso que forma la fascia palmar superficial, y da origen por su margen medial al palmaris brevis. 
Cubre el arco volar superficial, los tendones de los músculos flexores y las ramas de los nervios mediano y cubital; y a cada lado emite un septum, que es continuo con la aponeurosis interósea, y separa los grupos de músculos intermedios de los colaterales. 

### Porciones laterales y mediales
Las porciones lateral y medial de la aponeurosis palmar son capas delgadas y fibrosas que cubren, en el lado radial, los músculos de la yema del pulgar y, en el lado cubital, los músculos del dedo meñique; son continuos con la porción central y con la fascia en el dorso de la mano. 

## Imágenes adicionales

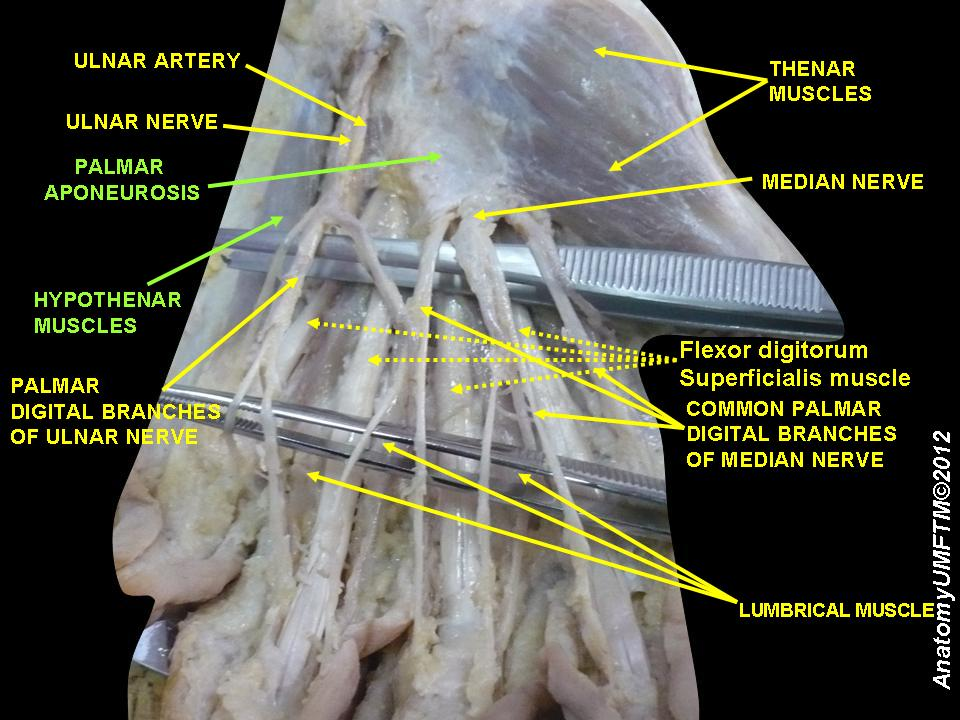
Aponeurosis palmar
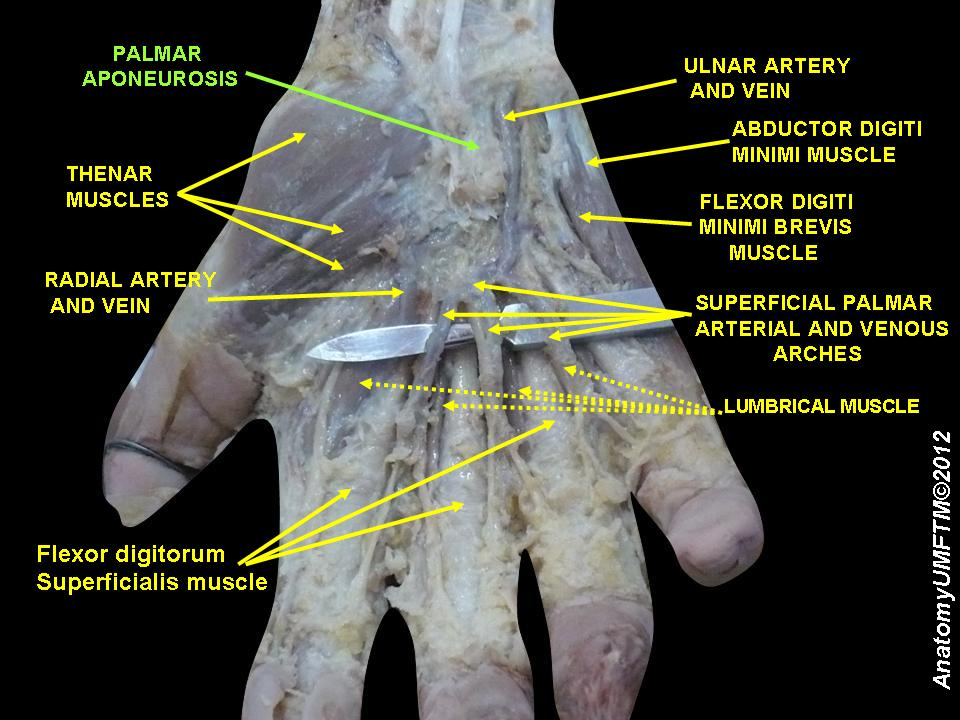
Aponeurosis palmar
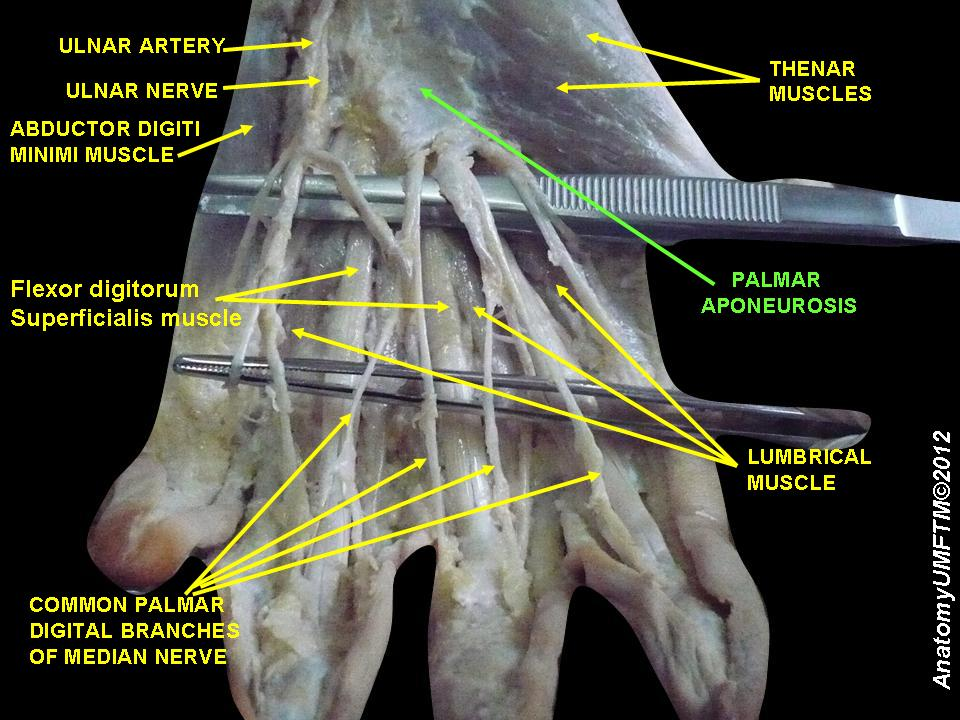
Aponeurosis palmar
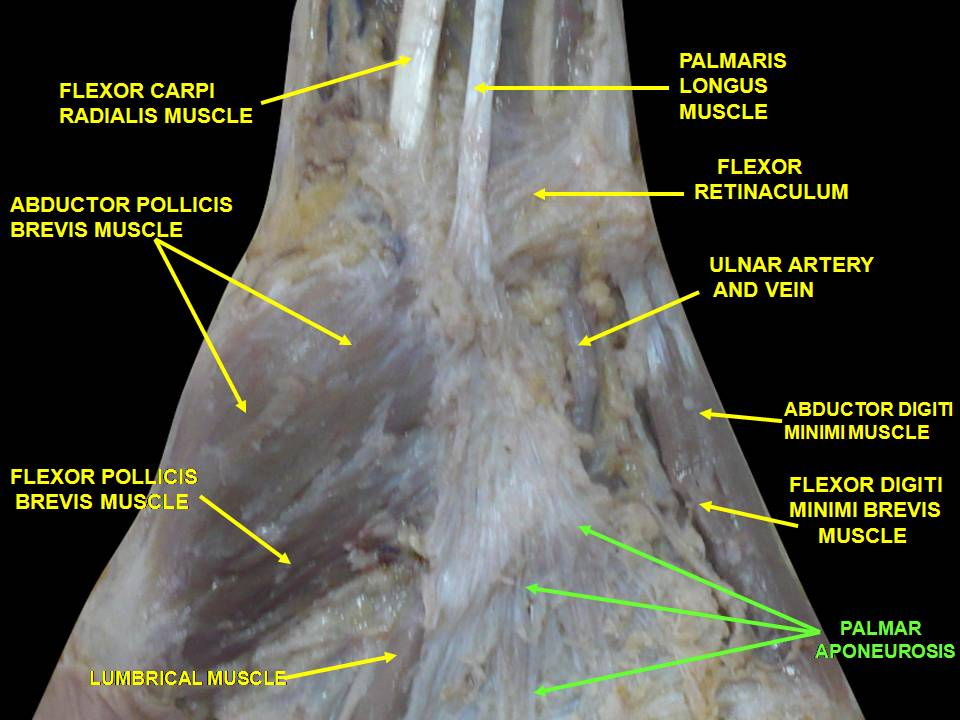
Aponeurosis palmar